# Arthur Blomfield
Arthur William Blomfield (6 de marzo de 1829 - 30 de octubre de 1899) fue un arquitecto inglés.

## Biografía
Fue hijo del obispo C. J. Blomfield, y estudió en las instituciones Rugby School y Trinity College (Cambridge). Blomfield fue discípulo del arquitecto Philip Charles Hardwick, y posteriormente se dedicó a la práctica por su propia cuenta. El escritor Thomas Hardy se unió a la práctica de Blomfield como su asistente en abril de 1862, y se convirtieron en amigos. Fue nombrado presidente de la Architectural Association School of Architecture en 1861, y en miembro (1867) y vicepresidente (1886) de la Royal Institute of British Architects. En 1889, recibió el título de Sir. 

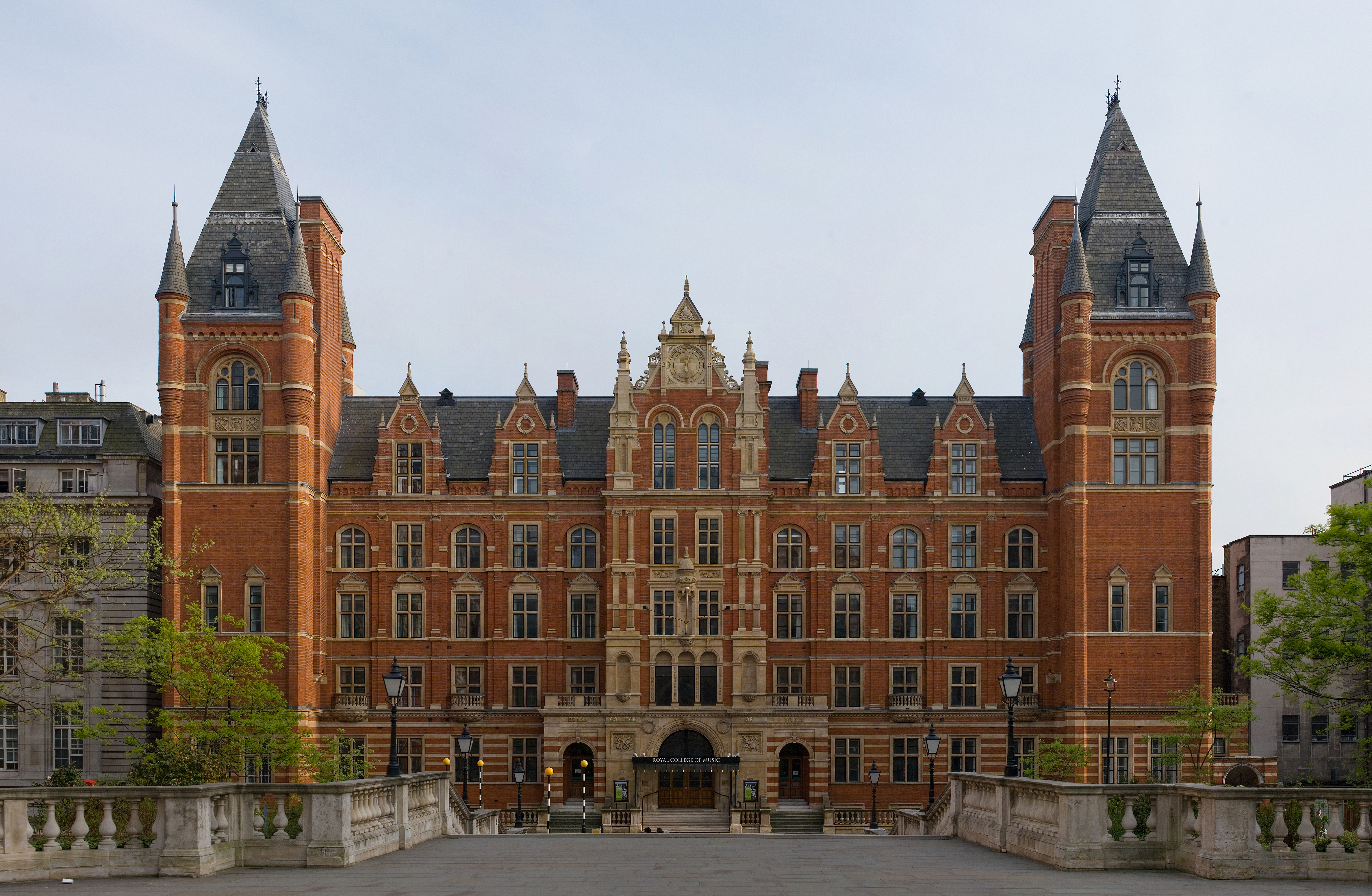
La Royal College of Music fue diseñada por Sir Arthur Blomfield.

Blomfield se casó dos veces. Su segunda esposa fue Lady Blomfield, una destacada escritora y humanitaria. Blomfield tuvo dos hijos, Charles J. Blomfield y Arthur Conran Blomfield, quienes también se dedicaron a la arquitectura. Su sobrino, Sir Reginald Blomfield, fue su aprendiz y diseñó numerosos edificios y esculturas, incluyendo la llamada Cross of Sacrifice o War Cross, para la Commonwealth War Graves Commission.

## Legado
En 1887 comenzó a trabajar como arquitecto del Banco de Inglaterra, y diseñó la sucursal de los tribunales de justicia en Fleet Street.
Entre los trabajos de Blomfield se encuentran:
- El edificio de la Royal College of Music.
- La iglesia de St. Saviour, Southwark (hoy en día Catedral de Southwark).
- Diseñó además la Catedral Anglicana de St. George en Georgetown, Guyana, considerada como la iglesia de madera más alta del mundo hasta 2003, cuando fue construido el Peri Monastery cerca de Săpânţa, al norte de Rumania.